# Мечеть Хасана II
Мечеть Хасана II (араб. مسجد الحسن الثاني; фр. Grande Mosquée Hassan II) — мечеть у Касабланці, Марокко. Є другою за величиною діючою мечеттю в Африці (після Джемаа ель-Джазаїр в Алжирі) та сьомою за величиною у світі. Її мінарет довжиною у 210 метрів є другим за висотою мінаретом у світі.
Відкриття мечеті відбулось в 1993 році. Споруджено за проєктом французького архітектора Мішеля Пінсо та під керівництвом короля Марокко Хасана II. Побудована зусиллями тисяч ремісників з усього королівства. 60-поверховий мінарет мечеті має величезний лазер, світло від якого спрямовано до Мекки, священного ісламського міста. Мечеть розташована на узбережжі Атлантичного океану, що надає змогу вірянам молитися прямо біля океану. 
Максимальна місткість мечеті сягає 105 тис. осіб (25 тис. в залі та 80 тис. ззовні).

## Історія
Плани щодо будівництва цієї мечеті з’явилися після смерті короля Мохаммеда V у 1961 році. Наступний король Хасан II бажав, щоб найкращі з ремісників країни надали свої плани мавзолею на честь померлого короля. За його словами вони повинні «відображати запал і шану, з якими ставилися до цієї прославленої людини». У 1980 році, під час святкування свого дня народження, Хасан II чітко заявив про свої амбіції щодо створення великов Касабланці.
Мечеть мала стати найвизначнішою спорудою, що була побудована в історії королівства. Для проєктування було залучено французького архітектора Мішелем Пінсо, який мешкав у Марокко.

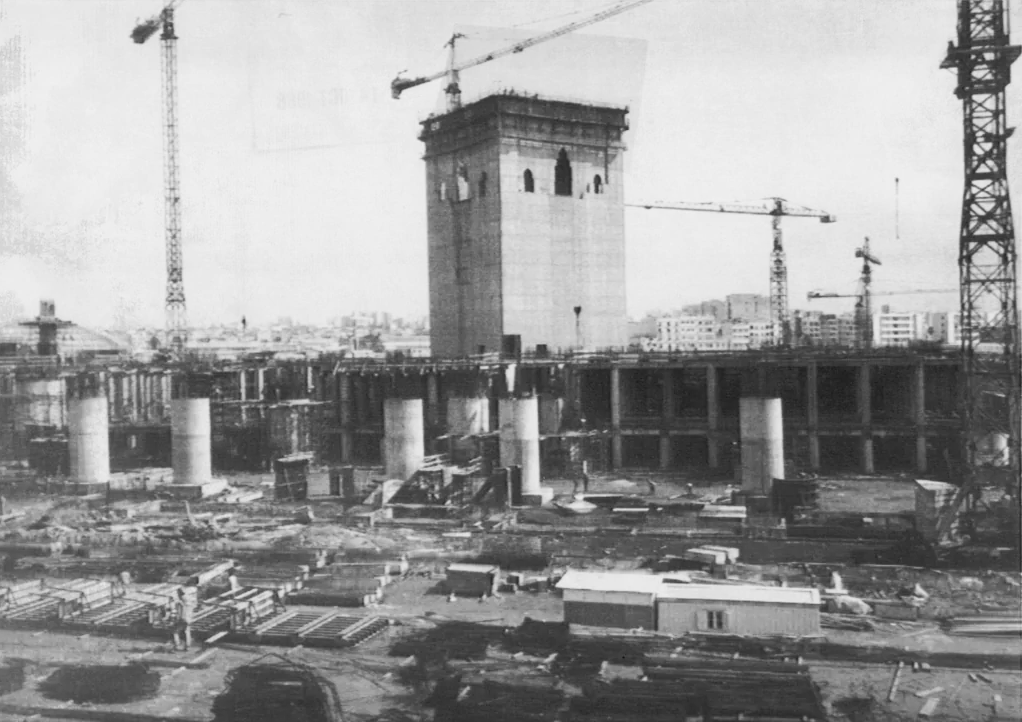
Мечеть на етапі будівництва у 1988 році

Будівництво мечеті розпочалася 12 липня 1986 р. і тривало сім років. Воно мало завершитися в 1989 році, до 60-річчя Хасана II. У найінтенсивніший період будівництва близько 1400 людей працювало удень та ще 1100 уночі. Іще близько 10 тис. художників та ремісників брали участь у будівництві та благоустрої мечеті. Датою офіційного відкриття було обрано 30 серпня 1993 року, з нагоди річниці з дня народження пророка Мухаммеда. Мечеть була присвячена Государеві Марокко.

## Архітектура

### Дизайн
Архітектура будівлі поєднує в собі ісламську архітектуру та марокканські елементи, відображає мавританські впливи. В ній відображені елементи, знайдені в інших марокканських будівлях, таких як недобудована мечеть у Рабаті та мечеть Кутубія в Марракеші. Є елементи старовинного римського форту, перетвореного в могилу короля Мохамеда V Рабатського.

### Молитовний зал

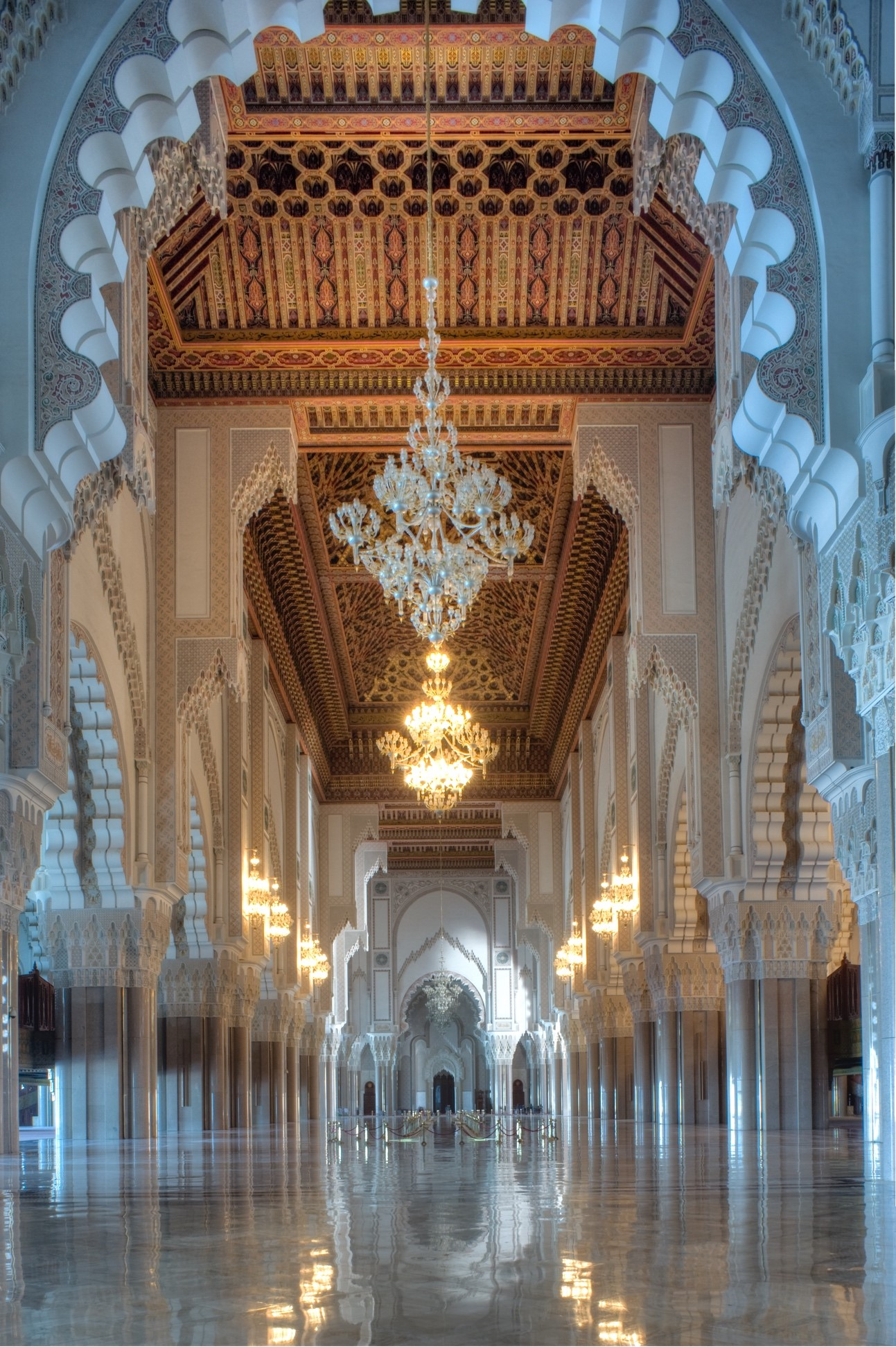
Інтер’єр мечеті

Молитовний зал знаходиться на першому поверсі будівлі. Центральний зал має опалення та забезпечує вражаючий підводний вид на Атлантичний океан. Декорації в залі є вишуканими завдяки залученню до нього 6000 майстрів-ремісників з усього Марокко. Він є настільки великим, що в ньому може з легкістю розміститися будівля Собору Паризької Богоматері або Римського собору Святого Петра.

### Мінарет
Мінарет мечеті висотою у 210 м є другим найвищим мінаретом у світі. У верхній його частині встановлений лазерний промінь, який вмикається увечері. Він спрямований до Мекки та має дальність 30 км. Кажуть, що мінарет покращує візуальне вирівнювання бульвару. Зелена плитка прикрашає мінарет на третину висоти зверху, а потім змінює колір на насичено-зелений або бірюзово-синій. Кажуть, що для мінарету дизайнер використав кольори морської піни зеленого та небесно-синього відтінків.